# روجر لو تورنو
روجر لو تورنو (بالفرنسية: Roger Le Tourneau)‏، ولد في 2 سبتمبر 1907 في باريس، مات يوم 7 أبريل 1971 في إيكس إن بروفانس، كان مؤرخًا ومستشرقًا فرنسيًا متخصصًا في شمال إفريقيا.

## سيرة شخصية

### البدايات
نشأ روجر لو تورنو في باريس في عائلة من أصل أنجيفيني، وأكمل دراسته الثانوية في مدرسة ماسيون وثانوية شارلمان. كان طالبًا لامعًا حيث حصل على الجائزة الأولى في النسخة اللاتينية من المسابقة العامة،، وفي عام 1927 حصل على المركز الخامس في امتحان القبول المدرسة العليا للأساتذة. وأصبح مساعدًا للأدب في عام 1930.
لديه اهتمام بشمال إفريقيا بعد رحلة طلابية نظمتها المدرسة العليا، ولأنه كان معفيًا من الخدمة العسكرية بسبب مرض ألم به في طفولته، تقدم بطلب للحصول على وظيفة في المغرب. وبهذا عُيين بفاس في كلية مولاي إدريس في بداية العام الدراسي أكتوبر 1930. وسرعان ما اهتم بمدينة فاس وبالحضارة العربية الإسلامية، فبدأ في تعلم اللغة العربية الدارجة واللغة العربية الفصحى، واكتشف الحياة في المدينة. على خطى لويس ماسينيون، مع لويس باي ومارسيل فيكاير، عمل الكابتن جويوت كمترجم له، ودرس نقابات الحرفيين القديمة.
في هذا السياق، وضع فكرة مشروع أطروحة الدكتوراه الخاصة به، والتي كان من المقرر أن تحمل اسم فاس قبل المحمية، لكنه احتاج إلى عدة سنوات لإكماله لأنه سرعان ما كُلف بمسؤوليات جديدة فقد عيّنه المقيم العام في المغرب الجنرال نوغيس، وكذلك مدير التعليم العام جان غوتلاند، سنة 1935 (28 سنة) مديراً لكلية مولاي إدريس.

### الإحتلال الألماني
غيرت هزيمة يونيو 1940 الوضع في شمال إفريقيا. وبدعوة من الأدميرال إستيفا، وافق روجيه لو تورنو على تولي منصب مدير التعليم العام في تونس في مارس 1941. لكن تحرره لا يستغرق وقتاً طويلاً لتثير الشبهات ثم كراهية الذين يراهنون على انتصار المحور. بعد نزول الألمان في تونس بتاريخ 8 نوفمبر 1942، ألقي القبض عليه في فبراير 1943، ثم رُحل إلى ألمانيا، حيث سُلّم إلى سلطات فيشي. فصل عن عمله بدون أجر ووضع قيد الإقامة الجبرية على بعد أكثر من مائة كيلومتر من باريس. انتقل للعيش مع عمه في Mortagne. على الرغم من كل شيء، فقد تمكن من الحصول على الدعم بفضل تصرفات صديقه جيروم كاركوبينو، مدير المدرسة العادية، وينتهي به الأمر بالحصول على وظيفة تدريس في Lycée de Rouen في بداية العام الدراسي أكتوبر 1943.
لم يحتمل الحياة في ظل الاحتلال، فهو يفكر دومًا في المغادرة إلى شمال إفريقيا. فأخذ إجازة في 11 مايو 1944 لمحاولة عبور جبال البرانس من جهة وادي فال داران، لكن الشرطة الإسبانية ألقت القبض عليه وسُجن في معسكر ميراندا دي إيبرو قبل أن يتمكن من الوصول إلى المغرب في أغسطس 1944 حيث وجد زوجته وأولاده الذين عادوا إلى هناك بعد تحرير تونس.
رغم أنه رغب في وضع نفسه في خدمة الحكومة المؤقتة، إلا أن الحكومة تجاهلته لأنه كان مسؤولاً رفيع المستوى في حكومة فيشي. فلبث عاطلا عن العمل ودون مدخول حتى أكتوبر 1945.

### بعد الإحتلال
ضمه صديقه روبرت مونتاني مدير معهد الدراسات العليا في الإدارة الإسلامية بباريس، ثم عينه مساعدًا ومديرًا للدراسات. هناك أنهى أطروحاته، الرئيسية عن فاس، والأخرى التكميلية عن دمشق من 1075 إلى 1154 (ترجمة جزء من سجلات ابن القلانسي). وقد رافع عنهما في جامعة السوربون عام 1948 أمام هيئة محلفين برئاسة إيفاريست ليفي بروفنسال.
عُين أستاذا بكلية الآداب بالجزائر (1947) مما مكنه من اكتساب معرفة شخصية ببلدان المغرب العربي الثلاثة. بعد بدايات الانتفاضة من أجل الاستقلال في الجزائر، التحق بكلية الآداب في إيكس أون بروفانس كأستاذ (1957). وهناك أنشأ مركزًا للدراسات الإسلامية. ساهم بنشاط في مركز دراسة مجتمعات البحر الأبيض المتوسط، الذي تولى زمام القيادة فيه، مما يجعل هذا المركز واحدًا من أغنى الأعمال والتوثيق في شمال إفريقيا. احتفظ روجر لو تورنو أيضًا بعمود سياسي في دليل شمال إفريقيا من عام 1962 إلى عام 1969.
ساهم في إنشاء مجلة Revue de l'Occident Muslim et de la Méditerranée (1966)، وقد حظي بتقدير أكبر في الولايات المتحدة منه في فرنسا. وهكذا، فمنذ عام 1958، نفذ بانتظام بعثات تدريسية في جامعة برينستون كمستشرق.

## الأعمال الرئيسية
يكمن الجزء الأكبر من عمله العلمي في كتبه ومقالاته عن الإسلام الغربي. ساهم في العمل الجماعي حول تاريخ شمال إفريقيا مع تشارلز أندريه جوليان (مراجعة وتحديث المجلد الثاني، الطبعة الثانية، 1952). أعماله الرئيسية هي : التطور السياسي لمسلمي شمال أفريقيا 1920-1961، 1962، 503 ص، والحياة اليومية في فاس 1900 (1965).

## الأوسمة والجوائز
- فارس جوقة الشرف [3]
- عضو حر في الأكاديمية الفرنسية لعلوم البحار
- جائزة بيير جنتيل من الاكاديمية الفرنسية عام 1967 عن الحياة اليومية بفاس عام 1900